# 桐朋女子中学校・高等学校
桐朋女子中学校・高等学校（とうほうじょしちゅうがっこう・こうとうがっこう）は、東京都調布市若葉町に所在する私立中学校・高等学校。
中学校と高等学校の普通科は女子校で、高等学校において、中学校から入学した内部進学の生徒と高等学校から入学した外部進学の生徒との間で、第1学年から混合してクラスを編成する併設混合型中高一貫校。
高等学校音楽科は桐朋学園大学音楽学部との高大一貫7年制で、名称に女子とあるが男女共学である。

## 概要
桐朋学園の法人本部や桐朋学園大学と同じ仙川キャンパスに所在する。国立市にある男子校の桐朋中学校・高等学校とは系列校に当たる。
「桐朋」の名称は、桐朋学園の前身母体である山水育英会が戦後解体の危機に陥った際、これを救った東京文理科大学・東京高等師範学校（後の東京教育大学、現在の筑波大学）の校章「五三の桐」に由来し、同校との関係「桐の朋（とも）」を意味する。
中学校・高等学校普通科は、桐朋学園女子部門の一つである。桐朋小学校、桐朋学園小学校を卒業した女子児童は中学校に内部進学できる。
高等学校音楽科は、桐朋学園音楽部門の一つである。高校名に「女子」とあるが、音楽科だけは男女共学で桐朋学園大学音楽学部との高大一貫校となっている。校則はなく、服装・髪型などは自由。
桐朋中学校、桐朋女子中学校を卒業した生徒は内部進学できる。
桐朋女子の英語の授業は普通コースとアドバンストコースでわかれる
数学は自分で選んだコースの授業をうける

## 教育課程
- 中学校
- 高等学校
  - 普通科
  - 音楽科
    - ピアノ専門
    - 弦楽器専門
    - 管楽器専門
    - 打楽器専門
    - ハープ専門
    - 声楽専門
    - 作曲専門

## 沿革

### 年表
- 1940年 - 山下汽船株式会社社長山下亀三郎からの献金を元に、山下育英会を組織。
- 1941年 - 山水高等女学校、山水中学校開校。「山」は陸、「水」は海を意味しており、当時は転勤の多い陸海軍の子弟を教育するための学校だった。
- 1947年 - 敗戦後、軍国主義の学校と見なされて解体の危機に瀕していた時、東京文理科大学・東京高等師範学校（後の東京教育大学、現在の筑波大学）が引き取って、山水育英会を財団法人桐朋学園に改編。同大学の務台理作学長が桐朋学園初代の理事長と校長を兼任。これ以来、同大学とは深い関係を持つ。山水高等女学校を桐朋高等女学校と改称。桐朋第二中学校を併設。
- 1948年 - 桐朋第二中学校を桐朋女子中学校と改称。桐朋女子高等学校設置。
- 1952年 - 高等学校に音楽科（男女共学）を設置。

## 教育目標
- 「こころの健康、からだの健康」（生江義男）
- 生徒の「個性を伸ばす」ことを大切に

## 交通
- 京王線 仙川駅 徒歩5分
- 小田急バス 成04・成05 ｢仙川駅入口｣下車、徒歩1分[3]

## 歴代理事長、校長
- 相良達夫 [1940-1943]
- 小住徳三郎 [1943-1945]
- 船引真造 [1945-1947]
- 務台理作（東京文理科大学長）[1947-1948]
- 木代修一（東京教育大教授）[1948-1960]
- 生江義男（東京高等師範学校卒）[1960-1986]
- 千葉焈（ひろし）[1986-1992]
- 浅井克夫（1992-2001)
- 佐藤晃一 (2001-2007)
- 村上豊 (2007-2010）
- 河原勇人(2010-2016)
- 千葉裕子 (2016-2019)
- 今野淳一 (2019- )

## 歴代理事
- 丸山隆（東京教育大卒）

## 著名な出身者

### 普通科（女子校）
- 朝倉千筆 - 脚本家
- 浅茅陽子 - 女優
- あさの☆ひかり - 漫画家
- 上宮菜々子 - テレビ朝日アナウンサー
- 大隅萬里子 - バイオ研究者、大隅良典夫人
- 岡本舞（中学まで在籍）
- 緒方恵美 - 声優、歌手、女優
- 小川エリカ - 元ギネス世界記録認定員、経営者
- 門脇麦 - 女優（中学まで在籍）
- 金子奈緒 - J-WAVEパーソナリティ
- 神崎ゆう子 - 元「おかあさんといっしょ」うたのおねえさん
- 城戸真亜子 - 画家、タレント
- 桐野夏生 - 小説家
- 栗原小巻（中学まで在籍）
- 小泉麻耶 - 女優（中退。高校三年の十月まで在籍）
- 吉川まりあ - 元女優（小泉麻耶とは同級生）
- 小谷実可子 - アーティスティックスイミング選手
- 榊原良子 - 声優・ナレーター
- 齋藤愛見 - バレエダンサー・バレエ指導者
- 斉藤洋美 - ラジオパーソナリティ
- 高橋侑子 - トライアスロン選手（2020年東京オリンピック出場）
- 高野志穂 - 女優
- 玉井夕海 - 女優、脚本家、声優
- たまりの - ゴスペル歌手
- ちわきまゆみ - ミュージシャン、ラジオパーソナリティ
- 寺尾紗穂 - シンガーソングライター、エッセイスト
- 堂真理子 - テレビ朝日アナウンサー
- 豊田喜代美 - 声楽家
- 中川安奈 - 女優
- 蜷川実花 - 写真家・父は桐朋学園芸術短期大学学長でもある演出家の蜷川幸雄
- 夢奈瑠音 - 宝塚歌劇団月組男役
- はいだしょうこ - 元「おかあさんといっしょ」うたのおねえさん（中学まで在籍）
- 原香緒里 - フリーアナウンサー
- 廣瀬陽子 - 国際政治学者、慶應義塾大学教授
- 藤明里 - 日本初の旅客機女性機長、JALエクスプレス操縦士
- 堀越むつ子 - 元テレビ朝日アナウンサー
- 松永里絵子 - 元新体操選手（シドニー五輪出場）
- 光延真鈴 - 声優、ミュージカル女優
- 三宅雪子 - 元衆議院議員

### 音楽科（男女共学）
- 江戸京子 - ピアニスト
- 中村紘子 - ピアニスト
- 小林愛実 - ピアニスト
- 石岡久乃 - ピアニスト
- 安田英主 - ピアニスト
- 岡田将 - ピアニスト
- 山中千尋 - ジャズピアニスト
- 山本貴志 - ピアニスト
- 山岸ルツ子 - ピアニスト
- 菊地裕介 - ピアニスト
- 清水和音 - ピアニスト
- 清塚信也 - ピアニスト
- 樋口あゆ子 - ピアニスト
- 反田恭平 - ピアニスト
- 安永徹 - ヴァイオリニスト
- 伊藤亮太郎 - ヴァイオリニスト
- 神尾真由子 - ヴァイオリニスト
- 木野雅之 - ヴァイオリニスト
- 久保田巧 - ヴァイオリニスト
- 諏訪内晶子 - ヴァイオリニスト
- 高嶋ちさ子 - ヴァイオリニスト
- 高橋紘子 - ヴァイオリニスト
- 玉井菜採 - ヴァイオリニスト
- 寺内詩織 - ヴァイオリニスト
- 豊嶋泰嗣 - ヴァイオリニスト・ヴィオリスト
- 長沼由里子 - ヴァイオリニスト
- 成田達輝 - ヴァイオリニスト
- 皆川真里奈 - ヴァイオリニスト
- 堀米ゆず子 - ヴァイオリニスト
- 加藤知子 - ヴァイオリニスト
- Ayasa - ヴァイオリニスト、声優
- 長谷川陽子 - チェリスト
- 林俊昭 - チェリスト
- 宮田大 - チェリスト
- 上村文乃 - チェリスト
- 友納真緒 - チェリスト
- 岩崎洸 - チェリスト
- Cocomi - フルート奏者、ファッションモデル
- 藤井隆太 - フルート奏者、株式会社龍角散代表取締役社長
- 小澤征爾 - 指揮者
- 秋山和慶 - 指揮者
- 大友直人 - 指揮者
- 山下一史 - 指揮者
- 宮本文昭 - オーボエ奏者・指揮者、東京音楽大学教授
- KOKIA - シンガーソングライター

## 桐朋学園の構成
男子部
- 桐朋学園小学校 ※男女共学
- 桐朋中学校・高等学校

女子部
- 桐朋幼稚園 ※男女共学
- 桐朋小学校 ※男女共学
- 桐朋女子中学校・高等学校（普通科）
- 桐朋学園芸術短期大学 ※男女共学

音楽部
- 子供のための音楽教室
- 桐朋女子高等学校（音楽科）※男女共学
- 桐朋学園大学
- 桐朋学園大学院大学（富山市）
- 桐朋オーケストラ・アカデミー（富山市）

## その他
在学中の芸能活動は禁止されている。2006年10月18日、当時3年次在学中の小泉麻耶（グラビアアイドル）が禁止されている芸能活動をしたため、学校は退学に処した。小泉は処分の無効確認を求めて東京地裁に提訴した。2008年（平成20年）2月27日、同地裁は高校側の主張を全面的に認め、小泉の訴えを棄却した。なお、小泉は控訴せず、地裁判決は確定した。